# نيكيتا ويلسون
نيكيتا ويلسون (بالإنجليزية: Nikita Wilson)‏ مواليد 25 فبراير 1964 في بينيفيلي، هو لاعب كرة سلة أمريكي سابق. بدأ مسيرته الاحترافية في سنة 1987. تم اختياره من قبل فريق بورتلاند ترايل بلايزرز خلال الدرافت. حمل الرقم 41. يبلغ طوله 6 قدم 8 بوصة (2.0 م). اعتزل اللعب في 1996. لعب مع بورتلاند ترايل بلايزرز وساسكي باسكونيا.

## روابط خارجية
- نيكيتا ويلسون على موقع إن بي أي (الإنجليزية)
- نيكيتا ويلسون على موقع سبورتس رفرنس (الإنجليزية)
- نيكيتا ويلسون على موقع الدوري الإسباني لكرة السلة (الإسبانية)
- نيكيتا ويلسون على موقع كلية كرة السلة في سبورتس رفرنس.كوم (الإنجليزية)
- نيكيتا ويلسون على موقع ريلجم (الإنجليزية)
- نيكيتا ويلسون على موقع بروبوليرز (الإنجليزية)
- نيكيتا ويلسون على موقع سبورتس رفرنس (الإنجليزية)